# Čeoče
Čeoče este un sat din comuna Bijelo Polje, Muntenegru. Conform datelor de la recensământul din 2003, localitatea are 78 de locuitori (la recensământul din 1991 erau 69 de locuitori).

## Demografie
În satul Čeoče locuiesc 61 de persoane adulte, iar vârsta medie a populației este de 39,6 de ani (34,8 la bărbați și 44,3 la femei). În localitate sunt 22 de gospodării, iar numărul mediu de membri în gospodărie este de 3,55.
Această localitate este populată majoritar de sârbi (conform recensământului din 2003).
|  |

| Demografie | Demografie | Demografie |
| An         | Locuitori  | Locuitori  |
| ---------- | ---------- | ---------- |
|            |            |            |
|            |            |            |
|            |            |            |
|            |            |            |
| 1948       | 150        |            |
| 1953       | 120        |            |
| 1961       | 131        |            |
| 1971       | 118        |            |
| 1981       | 79         |            |
| 1991       | 69         | 69         |
| 2003       | 79         | 78         |

| \| Componența etnică conform recensământului din 2003[2] \| Componența etnică conform recensământului din 2003[2] \| Componența etnică conform recensământului din 2003[2] \| Componența etnică conform recensământului din 2003[2] \| Componența etnică conform recensământului din 2003[2] \| \| ----------------------------------------------------- \| ----------------------------------------------------- \| ----------------------------------------------------- \| ----------------------------------------------------- \| ----------------------------------------------------- \| \| \| \| \| \| \| \| Sârbi \| Sârbi \| \| 73 \| 93,58% \| \| Muntenegreni \| Muntenegreni \| \| 2 \| 2,56% \| \| necunoscută \| necunoscută \| \| 0 \| 0% \| |              |  |    |        |
| Componența etnică conform recensământului din 2003 |              |  |    |        |
| |              |  |    |        |
| Sârbi | Sârbi        |  | 73 | 93,58% |
| Muntenegreni | Muntenegreni |  | 2  | 2,56%  |
| necunoscută | necunoscută  |  | 0  | 0%     |